# Per Blankens
Per Blankens född Per Olof Ragnar Andreas Blomquist den 9 februari 1972 i Sigtuna, uppvuxen i Årsta, är en svensk TV-producent.
Blankens började sin karriär som trailerproducent och programpresentatör på Sveriges Television och har sedan 1996 producerat flera program för både SVT och TV4. Bland produktionerna märks komediserien c/o Segemyhr, Sen kväll med Luuk, Melodifestivalen 2006, Melodifestivalen 2007, Idol 2007, Idol 2008, Idol 2009, Idol 2010 och Idol 2011.
Efter ett kortare inhopp som vd på formatbolaget Friday TV 2012 flyttade Blankens till Los Angeles för att bli chefsproducent för American Idol som sändes på den amerikanska tv-kanalen FOX. Blankens producerade säsong 13 och 14 av programmet innan han lämnade produktionen 2015 då kanalen bestämt sig för att lägga programmet på is i och med säsong 15 för att istället arbeta hos den amerikanska underhållningsentreprenören Simon Fuller och bolaget XIX.
Under 2016 utvecklade och producerade Blankens sångtävlingen The Next för den kinesiska TV-kanalen Dragon TV i Shanghai. Därefter återvände han till amerikansk TV för att sjösätta den amerikanska versionen av norska ungdomsserien Skam på Facebooks TV-plattform Watch, tillsammans med seriens skapare Julie Andem. Serien spelades in i Austin i Texas.. Sedan 2019 har Blankens Sverige som bas och har sedan dess stått bakom Idol 2019, Idol 2020, Idol 2021, Idol 2022 och Idol 2023. I september 2023 stod det klart att Per Blankens skulle producera Eurovision Song Contest 2024 i Malmö i maj 2024.
Per Blankens är gift med Cecilia Blankens och tillsammans har de tre barn.

### Fotnoter
1. ↑  ”c/o Segemyhr | Svensk mediedatabas (SMDB)”. smdb.kb.se. https://smdb.kb.se/catalog/id/002419370.
2. ↑  ”Djuren hos Luuk blev för mycket för Pink”. Aftonbladet. https://www.aftonbladet.se/nojesbladet/tv/article10406407.ab.
3. ↑  ”Lena Philipsson leder Melodifestivalen”. HD. https://www.hd.se/2005-12-14/lena-philipsson-leder-melodifestivalen.
4. ↑  ”Tittarrekord för schlagern”. Aftonbladet. https://www.aftonbladet.se/nojesbladet/article10784951.ab.
5. ↑  ”Carola får inte sjunga”. Aftonbladet. https://www.aftonbladet.se/nojesbladet/melodifestivalen/article10892559.ab.
6. ↑  ”Melodifestivalens stjärnproducent till Idol”. www.resume.se. https://www.resume.se/nyheter/artiklar/2007/03/19/melodifestivalens-stjarnproducent-till-idol/.
7. ↑  ”Per Blankens tar över Friday TV”. Dagens Media. https://www.dagensmedia.se/medier/rorligt/per-blankens-tar-over-friday-tv-6141593.
8. ↑  Marechal, AJ (10 juni 2013). ”Per Blankens to Exec Produce ‘American Idol’” (på amerikansk engelska). Variety. http://variety.com/2013/tv/news/per-blankens-to-exec-produce-american-idol-1200494755/.
9. ↑  ”'American Idol' Exec Producer Per Blankens Exits Show (Exclusive)” (på engelska). The Hollywood Reporter. https://www.hollywoodreporter.com/news/american-idol-exec-producer-blankens-795770.
10. ↑  ”'American Idol' to be eliminated after 2016 season” (på engelska). USA TODAY. https://www.usatoday.com/story/life/tv/2015/05/11/fox-says-american-idols-15th-season---its-final-one/27106187/.
11. ↑  Clarke, Stewart (18 oktober 2017). ”Facebook Orders Online Teen Drama ‘Skam’” (på amerikansk engelska). Variety. http://variety.com/2017/digital/global/facebook-orders-skam-1202593108/.
12. ↑  Max, D.T. (11 juni 2018). ”“SKAM,” the Radical Teen Drama That Unfolds One Post at a Time” (på amerikansk engelska). The New Yorker. https://www.newyorker.com/magazine/2018/06/18/skam-the-radical-teen-drama-that-unfolds-one-post-at-a-time. Läst 31 augusti 2021.
13. ↑  ”Stjärnproducenten kommer hem – gör ”Idol”-comeback”. www.dagensmedia.se. https://www.dagensmedia.se/medier/rorligt/stjarnproducenten-kommer-hem-gor-idol-comeback/. Läst 20 januari 2024.
14. ↑  ”Comebacken: Så ska ”Idol” förändras i TV4”. www.aftonbladet.se. 28 februari 2019. https://www.aftonbladet.se/a/rLq8qA. Läst 20 januari 2024.
15. ↑  Sanjay (Sergio) Jiandani (11 september 2023). ”Eurovision 2024: Christer Bjorkman and Per Blankens join the CORE Team!” (på amerikansk engelska). Eurovision News, Polls and Information by ESCToday. https://esctoday.com/191881/eurovision-2024-christer-bjorkman-and-per-blankens-join-the-core-team/. Läst 20 januari 2024.